# Metropolia symbirska
Metropolia symbirska – jedna z metropolii Rosyjskiego Kościoła Prawosławnego. W jej skład wchodzą trzy eparchie: symbirska, melekeska i baryska. Obejmuje terytorium obwodu uljanowskiego.
Erygowana przez Święty Synod Rosyjskiego Kościoła Prawosławnego na posiedzeniu w dniu 26 lipca 2012.

## Metropolici
- Prokl (Chazow), 2012–2014[3]
- Teofan (Aszurkow), 2014–2015[4][5]
- Anastazy (Mietkin), 2015[5]–2019
- Józef (Bałabanow), 2019[6]–2020
- Longin (Korczagin), od 2020